# Krrabë
Krrabë est une ville et une ancienne municipalité du district de Tirana, dans la préfecture de Tirana, en Albanie. Avec la réforme territoriale de 2015, elle est devenue une subdivision de la municipalité de Tirana En 2011, sa population s’élevait à 2 343 habitants.
Krrabë est située à environ 20 km au sud de Tirana, dans les collines de Kodrat e Krrabës, qui portent son nom, sur un versant de montagne entre 360 et 460 m d'altitude. Au-dessus de la localité s'élève le Mali i Kalasë (1 091 m), qui fait partie de la chaîne de montagnes périphérique, parallèle à la côte albanaise. Près de Krrabë coule un affluent de la rivière Erzen.
Krrabë a grandi en tant que cité minière. Du lignite, qui a peu de valeur énergétique, était extrait près du village. L'exploitation a commencé dès 1935, à une échelle modeste, puis s'est accélérée sous les communistes, alors qu'environ 800 ouvriers travaillaient dans les mines,,. Avec Valias, au nord-ouest de Tirana, deuxième gisement du bassin de Tirana, Krrabë constituait la principale région productrice de charbon d'Albanie. Dans les années 1990, la production a fortement diminué et a complètement cessé au plus tard en 2000,,.